# الكتاب الأسود (2013)
الكتاب الأسود، هو كتاب صادر عن إدارة الإعلام والتواصل برئاسة الجمهورية التونسية تحت إشراف المنصف المرزوقي الذي كان رئيس الجمهورية، وذلك في أواخر نوفمبر 2013، تحت عنوان: «منظومة الدعاية تحت حكم ابن علي - الكتاب الأسود»  وقد جاء الكتاب بغلاف اللون الأسود في دلالة على الحقبة القمعية التي كانت تعيشها البلاد في ظل حكم زين العابدين بن علي. يفتح الرئيس السابق والمعارض السابق لنطام بن علي، أرشيف وحقائق في مجال الإعلام، وكذلك نوعية الإعلاميين الذين تعاملوا مع الرئيس المخلوع زين العابدين بن علي من التونسيين والأجانب والانحراف عن مهنية وأهداف الصحافة في تصوير الوقائع والحقائق لا في تزويرها. ويحتوي هذا الكتاب على 354 صفحة وعلى 376 إعلامي تونسي وأجنبي ، وفيها معلومات مفصلة عن بعض الإعلاميين وأعمالهم الغير مهنية في تشويه سمعة المعارضين التونسيين وتحسين سمعة الرئيس السابق نظير تلقي مكافآت وعمولات ونيل الحظوة عند بن علي ونظامه.

شهد الكتاب ردود فعل متباينة وسط الشارع التونسي خاصة والعربي عامة، حيث دعمته شريحة واسعة من الشعب التونسي، لدعمه لمسار الثورة وتحرير العقول والأنفس من الديكتاتورية حسب قولهم، بينما عارضه من وردت أسمائهم فيه. عربيا، تم ذكر عدّة أسماء أجنبية تعمل لصالح بن علي، ولذلك هاجمت عدة وسائل إعلامية المؤسسة الرئاسية والرئيس المرزوقي.

## القيمة التاريخية
يعتبر الكتاب بمثابة وثيقة تاريخية مهمة للتاريخ وللأجيال القادمة في تونس، يتمحور مضمونه حول أرشيف الوثائق التي نجت من الإتلاف بعد الثورة التونسية، وعثر عليها في قصر قرطاج الرئاسي، تتجلى أهميته من خلال الكشف على العديد من الحقائق والخفايا، في الشق الإعلامي لمنظومة حكم بن علي، وهو ما أسماه منصف المرزوقي "بمنظومة الدعاية تحت حكم ابن علي"، وكيف كانت تساهم في ترسيخ الانحراف الديكتاتوري، وتأثيرها السلبي على الثقافة الديموقراطية في المجتمع، وتشويه المعارضة والتغطية على الجرائم السياسية والمالية لنظام بن علي، منظومة إعلامية دوره اقتصر في خدمة المكياج السياسي، أو ما يمكن أن يصطلح عليه بإعلام الأبهة الفارغة.

## انتقادات
عرف الكتاب الأسود تأييدا محليا، وفي نفس الوقت عرف انتقادات كبيرة من جهات مختلفة في المجتمع التونسي، فقد فجر جدلا واسعا، خصوصا في الظرفية الحساسة التي كانت تمر منها البلاد، وقد اتهمت الأصوات المعارضة الرئيس بالانشغال بالتأليف عن القضايا الرئيسية للمجتمع التونسي المتمثلة في محاربة الفساد والفقر وتحديات التنمية، أو السعي إلى تصفية حسابات سابقة في ظل طموح العهد الديمقراطي الجديد.
إلا أن الرئيس المنصف المرزوقي آنذاك، نفى كل تلك الإتهامات، مصرّحا أن الكتاب هو بمثابة وثيقة متعلقة بأرشيف الدولة التونسية، وأن أمر بفتح تحقيق عن الجهة التي وقفت وراء هذا التسريب.

## الأقسام
يتكون الكتاب الأسود من 354 صفحة، تتضمن ثلاثة عشر ملفا.
من أبرزها ملف قائمة النشريات والقنوات والإعلاميين والمثقفين المواليين والمتعاونين مع ديكتاتورية بن علي، بالإضافة إلى ملف المنظمات الشغيلة وملف الرابطة التونسية لدفاع عن حقوق الإنسان وعلاقتها بالسلطة.